# HIStory/Ghosts
HIStory/Ghosts je singl Majkla Džeksona sa 1997. izdatog remiks albuma „Blood on the Dance Floor: HIStory in the Mix“. Prvobitna verzija pesme „HIStory“ je izdata kao numera na Džeksonovom 1995. izdatom studijskom albumu „“ ali nikada nije izdata kao singl. Ona je remiksovana 1997. i pojavila se na „Blood on the Dance Floor: HIStory in the Mix“. „Ghosts“ je bila sasvim nova Džeksonova pesma koja se pojavila na remiks albumu. 
„HIStory“ su komponovali Majkl Džekson, Džejms Heris III i Teri Luis pre nego što ju je remiksovao Toni Moran 1997. Poput prvobitne verzije, remiks pesme sadrži mnoge istorijske audio klipove i citate. „Ghosts“ je napisana, komponovana i producirana od strane Džeksona i Tedija Rajlija 1997. Kritičari su zajedničkog mišljenja da su paranoični stihovi jedni od najčešćih koje pevač koristi.
Svaka pesma sa singla je promovisana spotom. Radnja spota pesme „HIStory“ se odigrava u noćnom klubu u futurističkoj eri. „Ghosts“ je bio petominutni isečak preuzet iz mnogo dužeg filma istog naziva. Singl je bio top pet hit u Ujedinjenom Kraljevstvu ali nije se tako visoko pozicionirao na drugim čartovima.

## „“
„HIStory“ je prvobitno komponovana od strane Majkl Džeksona, Džejmsa Herisa III i Terija Luisa 1995. Bila je trinaesta pesma na studijskom albumu „“ ali nije bila izdata kao singl. Pesma sadrži niz mnogih muzičkih kompozicija i istorijskih audio citata koji su se naizmenično smenjivali u pesmi. Audio citati koji se mogu čuti u pesmi su: Louvela Tomasa, Henka Erona, Edvarda Kenedija, Lua Geriga, Princeze Elizabete, Princeze Margarete kao i Muhameda Alija, Malkolma Iksa i Martina Lutera Kinga.
1997. Džekson je izdao remiks album „Blood on the Dance Floor: HIStory in the Mix“ gde je drugi singl predstavljao dve pesme zajednički nazvane „HIStory/Ghosts“. Pesmu „HIStory“ objavljenu 1995. je remiksovao Toni Moran. Remiks je na albumu imenovan kao „Tony Moran's HIStory Lesson“.
Spot pesme počinje sa ženom koja odmarajući u futurističkoj sofi posmatra spotove kroz metalik virtuelne naočare. Radnja koju žena posmatra se odigrava u noćnom klubu u kom se smešteni televizori, monitori i mnogi ekrani na kojim se prikazuju Džeksonovi spotovi i nastupi. Spot završava sa ženom koja uklanja naočare.

### Produkcija, muzika i kritike
„Ghosts“ je bila jedna od pet novih pesama na albumu. Napisana je, komponovana i producirana od strane Džeksona i Tedija Rajlija. Instrumenti koji su svirani u pesmi između ostalih su bili gitara i klavir. Džeksonov vokalni domet u pesmi je B4- B5 a sama pesma je u Ge duru.
„Vašington Post“ je objavio: „ „Ghosts“ je još jedna nju džek sving saradnja sa Tedijem Rajlijem za istoimeni kratkometražni film. Radi se o uznemirenosti pogotovo kada se Džekson pita u pesmi: „Ko ti je dao pravo da deliš moje porodično stablo?““ Tom Sinkler iz „Entertejnment vikli“ je takođe objavio te stihove nagađajući da : „će psiholozi imati ceo dan porade oko reči“.
„Dalas morning njuz“ su opisale „Ghosts“ kao ljutitu privotetku o ženi koja ubija s leđa. Sonija Marej iz „Atlanta džurnal and Atlanta konstitušn“ je rekla da pesma zvuči kao fank sve dok Džeksonovi slabi vokali ne naiđu. Entoni Vajolenti iz „Bafalo Njuz“ je rekao „“ : „... (je) programirana plastišna duša koja te tera da se zapitaš kako neko talentovan kao Džekson može tako uzburkati pesmu.“ Džim Ferber iz „Njujork dejli njuz“ je rekao da singl sadrži nekoliko inovativnih zvukova ali ne i realnih melodija.
Dženifer Klej iz „Jahuu Mjuzik“ je objavila da „Ghosts“ zvuči kao materijal iz ere „Thriller“- a. Dugogodišnji kritičar Džeksonovog javnog života, Rendi Taraboreli je dao retrospektivnu analizu albuma u Džeksonovoj biografiji koju je nazvao „Magija i ludilo“. On smatra da nekoliko drugih pesama sa albuma su nezaboravne kao i da je „Ghosts“ klasik zbog kojeg se Majkl Džekson mora videti.

### Spot
Spot pesme „Ghosts“ je petominutni klip preuzet iz istoimenog filma. Džekson je otkrio film na Kanskom filmskom festivali kao deo promocije albuma. Bioskopski je prikazivan u SAD- u od oktobra 1996. kao i u Ujedinjenom Kraljevstvu godinu kasnije. U UK je bio atrakcija za fanove, medije i bizniz organizacije. Bio je izdat na kaseti u gotovo svim delovima sveta. Scenaristi filma su Džekson i Stefen King dok je direktor bio Sten Vinston. Radnja filma je bazirana na Džeksonovom privatnom životu kada se osećao izgubljeno i izolovano nakon što je optužen za seksualno maltretiranje dečaka 1993. Glavni lik je Maestro kojeg igra Džekson. Njega pokušavaju prognati gradonačelnik i meštani grada jer su ubeđeni da je „lud“. Lik i pojava gradonačelnika je veoma slična Tomu Snedonu, tužitelju koji se borio za to da dođe do instrage protiv Džeksona za pomenuto maltretiranje. Film ima slične kadrove i teme kao i spot pesme „“. Prikazuje mnoge specijalne efekte i plesačke pokrete koje je sam Džekson osmislio. Film takođe sadrži nekoliko pesama i spotova sa albuma „HIStory“ i „Blood on the Dance Floor: HIStory in the Mix“. Sam film je dug preko trideset i osam minuta i drži Ginisov svetski rekord kao najduži spot na svetu. Osvojio je „Bob Fusovu nagradu“ za „Najbolju koreografiju u spotu“.

## Pozicije na listama
Najvišu poziciju, singl je zabeležio u Ujedinjenom Kraljevstvu na petom mestu. U Holandiji, Belgiji i Švedskoj je bila 17-18 nedelja na listama. U Australiji je zauzimala 43. mesto. Singl se nije pojavio ni na jednoj listi u SAD- u.

## Liste
| Čart                | Najviša pozicija |
| ------------------- | ---------------- |
| Australija          | 43               |
| Austrija            | 36               |
| Belgija (Flandrija) | 17               |
| Belgija (Valonija)  | 10               |
| Holandija           | 14               |
| Finska              | 16               |
| Francuska           | 26               |
| Novi Zeland         | 29               |
| Švedska             | 12               |
| Švajcarska          | 16               |
| UK                  | 5                |

## Osoblje

### „“
- Napisan i komponovan od strane Majkla Džeksona, Džejmsa Herisa III i Terija Luisa
- Produciran od strane Majkla Džeksona i Džimi Džema & Terija Luisa
- Remiksovan od strane Tonija Morana
- Dodatna produciran od strane Tonija Morana i Boba Rosa
- Miksovan od strane Boba Rosa
- Inžinjerstvo: Toni Kolućijo
- Proogramiran od strane Tonija Kolućija
- Dodatno programiran od strane Đuzepe D.

### „"
- Napisan i komponovana od strane Majkla Džeksona i Tedija Rajlija
- Produciran od strane Majkla Džeksona i Tedija Rajlija
- Vokalno aranžiran od strane Majkla Džeksona
- Klavijature i sintesajzer: Tedi Rajli, Bed Bukser i Dag Grigsbi
- Programiranje udaraljki: Met Kerpenter, Dag Grigsbi, Endru Šeps, Armand Folker i Albert Boekholt
- Asisteni inžinjera: Toni Blek, Majk Skotel, Greg Kolins, Gerd Krenc, Petrik Ulenberg, Pol Dikato, Endi Strendž, Rob Hofman i Tom Bender

## Literatura
- Pinkerton, Lee (1997). The Many Faces of Michael Jackson. Music Sales Distribution. стр. 36. ISBN 978-0-7119-6783-0.

.
- Džordž, Nelson (2004). „Michael Jackson: The Ultimate Collection“. knjižica. Soni..
- Luis, Džel (2005). Majkl Džekson, Kralj popa: Velika slika : Muzika! Muškarac! Legenda! Intervjui!. Amber Buks. ISBN 978-0-9749779-0-4.
- Taraboreli, Rendi (2004). Magija i ludilo. Tera Alta, WV: Hedlajn. ISBN 978-0-330-42005-1.